# Graziano Cioni
Graziano Cioni (Empoli, 17 novembre 1946) è un politico italiano.

## Biografia
Di professione assicuratore, ha ricoperto ininterrottamente incarichi di governo nell'amministrazione pubblica fiorentina sin dai primi anni settanta con il Partito Comunista Italiano. Già nel 1975 era assessore provinciale, dal 1980 al 1983 era assessore al personale nella Giunta Gabbuggiani, nel 1985 era assessore comunale all'Annona nella Giunta Bogianckino, nel 1987 diviene assessore al traffico fino al 1990 nella Giunta Morales. 
È stato deputato alla Camera nella XI Legislatura per il PDS (dal 1992 al 1996) e poi senatore nelle due legislature successive, dal 1996 al 2001.
Come senatore ha presentato al Senato pochi mesi prima del 30 luglio 1997 un disegno di legge che ricordava la legge fascista del 26 novembre 1925, quella che aveva messo la Massoneria fuori legge, e aveva già presentato un disegno analogo come deputato, firmato da numerosi compagni di partito e da Tina Anselmi.
Da senatore in carica, alle elezioni comunali di Firenze del 1999 viene eletto consigliere comunale  e nominato assessore alla Polizia Municipale nella Giunta di Leonardo Domenici, carica che ricoprirà fino al 2009. Si è segnalato alle cronache locali durante la seconda giunta del sindaco Domenici per le ordinanze anti-lavavetri e anti-mendicanti. 
In seguito ha iniziato una serie di collaborazioni giornalistiche con La Nazione e RTV 38. Nel 2011 ha firmato un libro autobiografico. Nel luglio del 2016 è entrato a far parte del Consiglio di Amministrazione della Fondazione Filippo Turati Onlus, eretta Ente Morale nel 1968 dal Presidente della Repubblica Giuseppe Saragat, la cui sede legale si trova in Pistoia e che opera anche nella montagna pistoiese (Gavinana), a Vieste (in provincia di Foggia, sul promontorio del Gargano) e Zagarolo (nella città metropolitana di Roma).

## Controversie
Nel novembre 2008 l'assessore Cioni, nonché candidato alle primarie di centrosinistra per Sindaco di Firenze, viene indagato con l'accusa di corruzione insieme all'imprenditore Salvatore Ligresti e all'assessore all'urbanistica Gianni Biagi relativamente allo sviluppo urbanistico dell'area di Castello a nord di Firenze, di proprietà del gruppo assicurativo Fondiaria Sai. A marzo 2013 è stato assolto, assieme agli altri indagati, dall'accusa di corruzione. Nel successivo processo di appello è stato poi condannato, insieme agli altri imputati, alla pena di 1 anno ed 1 mese di reclusione.
Nel maggio 2016 la Cassazione ha annullato senza rinvio le condanne inflitte dalla Corte d’appello di Firenze per corruzione sulla trasformazione urbanistica dell'area di Castello.

## Scritti
- Graziano Cioni, Cioni ti odia: la voce di un politico fuori dal coro , Firenze, Sarnus, 2011. ISBN 9788856300543